# Tommy Tegelgård
Tommy Vigart Tegelgård (ur. 24 października 1948 w Huddinge) – szwedzki judoka. Olimpijczyk z Monachium 1972, gdzie zajął dziewiętnaste miejsce w wadze średniej.
Uczestnik mistrzostw świata w 1971 roku. Zdobył dwa medale mistrzostw nordyckich. 

## Letnie Igrzyska Olimpijskie 1972
| Konkurencja | Eliminacje              | Klas. końcowa |
| Konkurencja | Przeciwnik I            | Miejsce       |
| ----------- | ----------------------- | ------------- |
| 80 kg       | Lhofei Shiozawa (BRA) P | 19.           |